# AEKKEA-Raab R52
Die AEKKEA-Raab R52 war der Entwurf eines zweimotorigen Transportflugzeugs des griechischen Flugzeugherstellers AEKKEA-Raab aus dem Jahr 1937.

## Entwicklung
Die AEKKEA-Raab R52 war 1937 die letzte bekannt gewordene Entwicklung eines militärischen Flugzeugs der AEKKEA-Raab. Es war der einzige AEKKEA-Entwurf eines mehrmotorigen Flugzeugs, der bei AEKKEA im Konstruktionsbüro unter Georgios Pagakis entstand. Der zweimotorige Tiefdecker wurde allgemein als Transportflugzeug bezeichnet. Optional konnte das Flugzeug als Passagierflugzeug oder Bomber eingesetzt werden. Für den Einsatz als Bomber entstand bei AEKKEA der Entwurf einer Bombenaufnahme-Einrichtung. Bestimmt war der Entwurf für die republikanischen Luftstreitkräfte in Spanien. Die R52 kam nicht über das Entwurfsstadium hinaus.
Warum mit der Typennummerierung „52“ die sonst bei AEKKEA übliche sequentielle Typennummerierung unterbrochen wurde, ist unklar. Möglicherweise erfolgte die Vergabe in Anlehnung an die Junkers Ju 52.